# Psittacanthus coccineus
Psittacanthus coccineus är en tvåhjärtbladig växtart som beskrevs av Patschovsky. Psittacanthus coccineus ingår i släktet Psittacanthus och familjen Loranthaceae. Inga underarter finns listade i Catalogue of Life.